# Splinter (film 2006)
Splinter è un film statunitense del 2006 diretto da Michael D.Olmos.

## Trama
Dreamer piccolo delinquente di strada di Los Angeles è più che mai convinto di trovare l'assassino di suo fratello ucciso con un colpo di pistola alla testa; nel far questo decide di collaborare alle indagini con il poliziotto Cunningham.

## Produzione e distribuzione
Il film è uscito in Italia sotto forma di DVD il 7 aprile 2010.